# أوريليان كلير
أوريليان كلير (و. 1979  م) هو راكب دراجة هوائية سويسري، ولد في فيفي، شارك في طواف إسبانيا.

## روابط خارجية
- أوريليان كلير على موقع الاتحاد الدولي للدراجات (الإنجليزية)
- أوريليان كلير على موقع أرشيف الدراجات (الإنجليزية)
- أوريليان كلير على موقع إحصائيات الدراجات الإحترافية (الإنجليزية)
- أوريليان كلير على موقع نسبة الدراجات (الإنجليزية)
- أوريليان كلير على موقع CycleBase (الإنجليزية)